# Löbel Schottländer

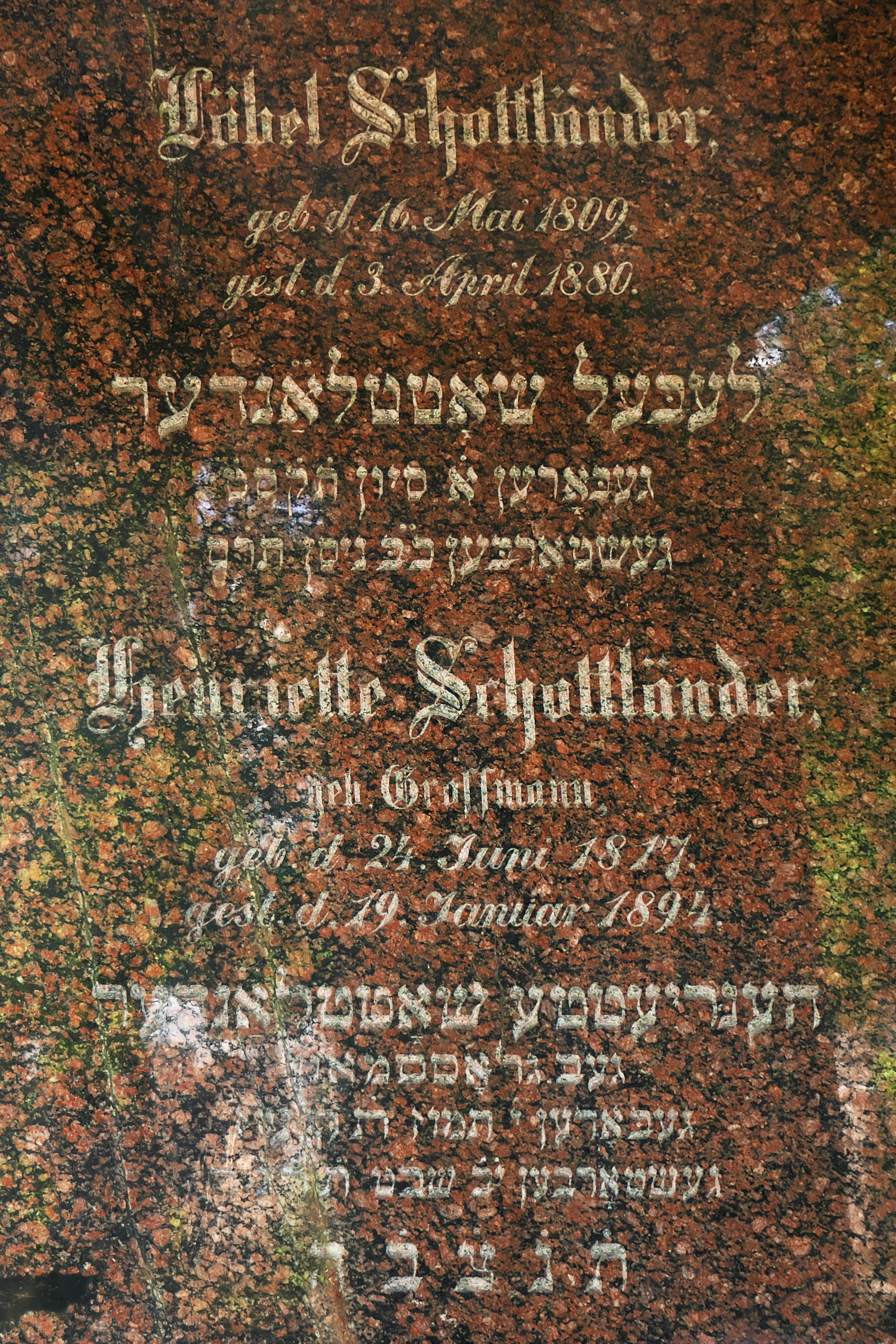
Grabplatte von Löbel und Henriette Schottländer

Löbel (Johann Leib) Schottländer (* 16. Mai 1809; † 3. April 1880) war ein deutscher Unternehmer und Mäzen.

## Leben
1803 zogen der Optiker Israel Ben David Schottländer und seine Ehefrau Bertha, geb. Apt, ins schlesische Münsterberg, nachdem ein seit dem Mittelalter für Juden bestehendes Verbot ein Jahrzehnt zuvor aufgehoben worden war. Drei Jahre später wurde ihr erster Sohn Johann Leib geboren. Als Ben David im selben Jahr die preußische Staatsbürgerschaft erhielt, entschied er sich, den Familiennamen beizubehalten, der ihn als Mitglied der bekannten Danziger Familie Schottländer ausweist. Bertha Schottländer starb früh und Löbel litt fortan unter der Stiefmutter.
Löbel Schottländer wurde Kaufmann und Landwirt und heiratete 1834 in Münsterberg die Kaufmannstochter Henriette Grossmann. 1835 wurde der älteste Sohn Julius geboren, 1836 folgte die Tochter Auguste. 1844 kam Salo Schottländer zur Welt. Insgesamt hatte das Ehepaar Schottländer drei Söhne und sieben Töchter, von denen allerdings vier früh starben. Aufgrund der Erfahrungen mit seiner eigenen Stiefmutter verbot Löbel Schottländer seinen verwitweten Schwiegersöhnen im Interesse der Enkel eine neue Heirat. Sein Sohn Julius hingegen, der seine erste Frau früh verlor, konnte den Vater überreden, ihn eine zweite Ehe eingehen zu lassen.
Gegen Ende der 1840er Jahre kaufte Löbel Schottländer das sogenannte „Stadtschlössl“ in Münsterberg als Familiensitz. Das Gebäude beherbergte später das Landratsamt. Um 1860 zog er mit seiner Familie nach Breslau, wo sein Sohn Julius bereits als Mühlenbesitzer lebte. Löbel Schottländer ließ nun seine Ländereien von den jüngeren Söhnen verwalten. Er richtete die Schlesische Zementfabrik in Oppeln ein, legte sich Ziegeleien zu, war an der Oderschifffahrt beteiligt und erwarb zahlreiche Immobilien. In den Jahren 1864 und 1866 belieferte er das preußische Heer, das gegen die Österreicher kämpfte, mit Vieh, Getreide und Schnaps. Ebenso war er im Deutsch-Französischen Krieg 1870/71 Heereslieferant.

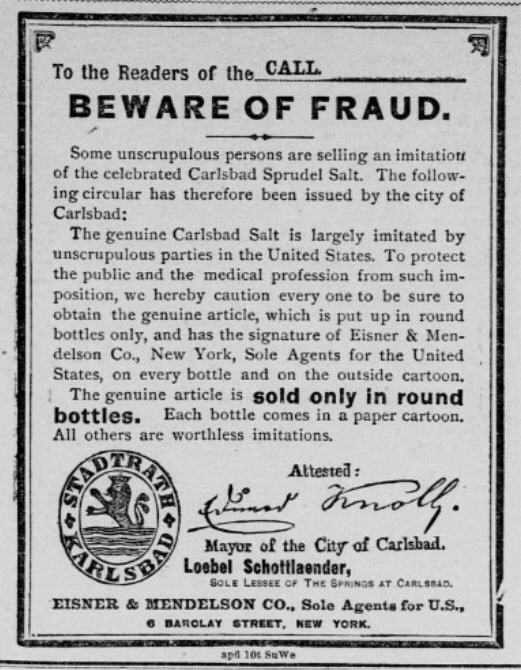
Warnung vor gefälschtem Mineralwasser in den USA

Löbel Schottländer besuchte alljährlich die Kurstadt Karlsbad, deren Mineralwasserquellen die Stadt in einem 15-jährlichen Rhythmus verpachtete. Als 1872 die Neuverpachtung anstand und die Pachtsumme geheim geschätzt werden musste, beteiligte Löbel Schottländer sich im Scherz an diesem Verfahren und erhielt prompt den Zuschlag. So löste die Löbel Schottländer'sche Karlsbader Mineralwasserversendung den bisherigen Pächter Mattoni ab. Bis zum Überfall der Nationalsozialisten auf die Tschechoslowakei im Jahr 1938 blieb die Pachtung der Mineralwasservorkommen in Karlsbad im Besitz der Familie Schottländer.
Am Tauentzienplatz 1 A in Breslau baute Löbel Schottländer 1864 ein neues Haus für seine Familie. Durch die Löbel-und-Henriette-Schottländer-Stiftung sorgte er außerdem für seine Nachkommen vor, denn die Hauptstiftung dieser zweigeteilten Einrichtung war für die Angehörigen der Familie Schottländer vorgesehen und wurde etwa für Forschungsvorhaben, aber auch für finanzaufwändige Kuraufenthalte u. ä. verwendet. Die Nebenstiftung bot alleinstehenden Frauen angemessene Wohnstätten. Alljährlich fand am Geburtstag Löbel Schottländers eine Stiftungssitzung statt – nach seinem Ableben wurde dieser Termin durch eine Seelenfeier in der Synagoge von Schloss Hartlieb bei Breslau und einen Besuch auf dem jüdischen Friedhof in der Lohestraße in Breslau, wo die verstorbenen Familienangehörigen bestattet waren, eingeleitet. Die eigentliche Sitzung fand dann am Tauentzienplatz 2 in Julius Schottländers Haus statt. Anlässlich des 100. Geburtstags Löbel Schottländers erhielt jeder Teilnehmer eine goldene Medaille mit einem Reliefporträt Schottländers. Die Löbel-und-Henriette-Schottländer-Stiftung überdauerte die Inflationsjahre und war bis etwa 1938 tätig. Zuletzt wurde sie noch als Beihilfe zur Auswanderung für Familienangehörige genutzt.

## Nachkommen
Die Tradition der wohltätigen Stiftungen hielten auch Löbel Schottländers Sohn Julius und dessen Gattin aufrecht. Auf ihre Initiative ging z. B. ein jüdisches Altersheim in Breslau zurück, das bis 1939 existierte. Ihr Sohn Paul, der den gesamten Grundbesitz der Familie erbte, während seine Schwestern Anlagen und Wertpapiere erhielten, war Mitglied der Kaiser-Wilhelm-Gesellschaft und unterstützte die Meeresforschungsstation Rovigno tatkräftig. 1913 erhielt die Station von ihm ein Glasbodenschiff, das er Wilhelm II. in einer persönlichen Audienz übergeben hatte. Im selben Jahr entdeckte eine Expedition, die er unterstützte, den Schwamm Crella schottlaenderi. Paul Schottländers Sohn wurde von seiner zweiten christlichen Ehefrau ins Konzentrationslager gebracht. Eine seiner Töchter heiratete ebenfalls einen Christen, der wegen dieser Eheschließung 1940 von den Nationalsozialisten erschlagen wurde. Die Leiche wurde später im Landwehrkanal gefunden. Sein jüngster Sohn wurde deportiert und ermordet.
Salo Schottländers Sohn Leo wurde Komponist.